# Sporting Clube de Espinho
Maillots
Le SC Espinho est un club de football portugais basé à Espinho, dans le District d'Aveiro. Le club évolue en II Divisão (Zone Nord), soit l'équivalent de la troisième division.

## Historique
Le club passe 11 saisons en Liga Sagres (1re division).
Il obtient son meilleur résultat en D1 lors de la saison 1987-1988, où il se classe 6e du championnat, avec 13 victoires, 14 matchs nuls et 11 défaites.
La dernière présence en 1re division du Sporting de Espinho remonte à la saison 1996-1997 et le Sporting de Espinho évolue pour la dernière fois en D2 lors de la saison 2004-2005.
Le club atteint les quarts de finale de la Coupe du Portugal lors de la saison 1988-1989 (défaite 2-1 face au CF Belenenses).

## Palmarès
- Coupe Ribeiro dos Reis :
  - Vainqueur : 1967